# Telesni čuvaj (roman)
Telesni čuvaj (verzija 1.72) (COBISS) je roman Mihe Mazzinija; izšel je leta 2000 pri Študentski založbi v knjižni zbirki Beletrina. Ponatisnjen je bil leta 2004 pri DZS v zbirki Slovenska zgodba (Dnevnikova knjižnica, št. 26) (COBISS), objavljen pa je tudi v elektronski obliki na avtorjevi spletni strani.. Roman je izšel v angleškem prevodu z naslovom Guarding Hanna pri ameriški založbi Scala House Press in bil nominiran za mednarodno literarno nagrado IMPAC. 

## Vsebina
Roman je prvoosebna dnevniška pripoved brezimnega junaka z značilnostmi kriminalke, psihološkega romana in groteske. Gre za dogajanje enega tedna, ob različnih urah. Samega sebe pripovedavolec opiše z grobimi besedami: dobimo vtis, da je podoben opici, spaki, a z nadpovprečnim razumom, je asocialen in željan samouničenja. Vdan je propadajočemu »mafiozu«, ki ga izolira pred svetom, v zameno pa mora sprejeti nalogo: en teden naj varuje Hano Woyczik, pričo pobega enega od članov nasprotne mafijske tolpe s kraja zločina. Dogajanje v tednu, ki ga junak preživlja s Hano, je zelo napeto in skrivnostno, konec pa, ki je presentljiv in obenem nič posebnega, s sprostitvijo napetosti  zaključi pričakovanja in presenečenja. Telesni čuvaj je svojo nalogo opravil in začne se sojenje.
Spletna verzija romana prinaša popolnoma drugačen razplet, ki pa je namenjen le bralcem romana v knjižni obliki, v kateri je zapisano tudi geslo za dostop do elektronske verzije.

## Izdaje in prevodi
- Slovenija, prva izdaja: Beletrina, 2000
- ZDA: Scala House Press, 2002, ISBN 0-9720287-1-4
- Slovenija, druga izdaja: Dnevnik/DZS, 2004
- ZDA, druga izdaja: North Atlantic Books/Random House, 2008,  ISBN: 978-1-55643-726-7
- Srbija: Klett, 2008
- Poljska: Grube Ryby, 2008
- Italija: Nikita Editore, 2011, ISBN: 9788895812069
- Turčija: Altın Bilek Yayınları, 2015, ISBN: 9786055831929